# Logan's Run (film)
Logan's Run is een Amerikaanse sciencefiction-dramafilm uit 1976 van regisseur Michael Anderson met in de hoofdrollen Michael York, Richard Jordan en Jenny Agutter.
Het scenario van de film over een toekomstige dystopische versie van de Aarde is gebaseerd op het gelijknamige boek van William F. Nolan en George Clayton Johnson uit 1967, hoewel de film het boek niet geheel getrouw volgt.
De film deed het goed in de bioscopen, en zou uiteindelijk 25 miljoen dollar omzetten. Logan's Run won bij de Oscar-uitreiking van 1977 een Special Achievement Award en werd genomineerd voor de Oscar voor beste camerawerk en die voor beste artdirection. Tevens won de film Golden Scrolls (de huidige Saturn Awards) voor beste sciencefictionfilm, beste camerawerk, beste artdirection, beste kostuums, beste decors en beste grime.

## Verhaal
In de 23e eeuw is er door de gevolgen van vervuiling en overbevolking nog maar een klein gedeelte van de mensheid over. Dit percentage leeft binnen een grote koepel waarin alles wat mensen wensen voorhanden is en alles draait om het hebben van plezierige en gelukkige levens. Om dit in stand te houden, is het wel zo dat ieder mensenleven niet langer dan dertig jaar duurt. Voor iedere nieuwgeboren baby, wordt een dertigjarig leven beëindigd. De enige manier om een leven mogelijk te verlengen, is deelname aan The Carrousel, een evenement waarbij mensen die goed geleefd hebben in aanmerking komen voor renewal ('vernieuwing').
Logan 5 (Michael York) heeft binnen deze samenleving de functie van sandman (zandman of "Klaas Vaak"). Hij patrouilleert samen met collega Francis 7 (Richard Jordan) en kan worden opgeroepen wanneer iemand zich niet aan de regels houdt. Mensen die op hun dertigste weigeren hun leven op te geven of aan de Carrousel deel te nemen, worden runners (vluchters) genoemd. Logan en Francis worden er in dergelijke gevallen op uit gestuurd om hun levens alsnog te beëindigen. Zijzelf zien dit niet als moord, maar als functiebeëindiging en voor hen is het sowieso niet voorstelbaar waarom iemand na zijn dertigste verder zou willen leven.
Wanneer Logan op een dag thuiskomt, wil hij zich ontspannen door seks te hebben met een gelijkgestemde. Hierop komt Jessica 6 (Jenny Agutter) tevoorschijn, die zich hiervoor heeft opgegeven, maar bij nader inzien toch niet wil. Zij draagt een ankh om haar nek als sieraad, hetzelfde symbool dat Logan later bij een runner aantreft. Wanneer Francis en hij terugkeren van het termineren van deze man, wordt Logan geïnstrueerd om naar een apart kamertje te komen waar hij een speciale opdracht krijgt. Volgens een computer is de huidige verblijfplaats van meer dan 1000 runners onbekend, maar sleutelwoorden in hun ontsnapping zijn ankh en sanctuary ('toevluchtsoord'). Logan krijgt de opdracht zich voor te doen als runner en zodoende onder hen te infiltreren, uit te vinden waar deze sanctuary is en de gevluchten alsnog uit te schakelen.
Logan wordt om zijn opdracht uit te voeren kunstmatig verouderd tot dertig en krijgt tot zijn zenuwen niet de bevestiging dat dit later weer hersteld wordt. Bovendien is hij er door de instructies achter gekomen dat renewal een fabel is en nog nooit iemand daadwerkelijk 'vernieuwd' is. Iedereen die dit ooit ontvangen leek te hebben, is in feite een verdwenen runner. Logan doet zich daarom niet voor als runner, maar wordt er daadwerkelijk een. Hij wint hiervoor het vertrouwen van Jessica, die hem in contact brengt met een geheime organisatie van vluchters en hem bij blijft staan wanneer hij op zoek gaat naar sanctuary.
Logan en Jessica slagen erin het complex uit te komen. De vermiste runners blijken alleen niet in sanctuary te zijn, maar zijn ingevroren door een robot. Wanneer ze aan deze ontkomen, belanden ze in een buitenwereld die allesbehalve onleefbaar is. De zon schijnt, er lopen hen onbekende dieren rond en de natuur staat in bloei. De enige medemens die ze hier tegenkomen is een oude man (Peter Ustinov) van ver boven de dertig met een grote baard, die al zo lang alleen is dat hij zijn eigen naam niet meer weet en die woont in de ruïne van het Capitool in Washington D.C. Van hem horen Logan en Jessica voor het eerst in hun leven wat ouders zijn die hun eigen kinderen opvoeden, wat het betekent om een getrouwd man en vrouw te zijn en wat katten en kerkhoven zijn. Logan beseft daarbij dat sanctuary een sprookje is dat niet bestaat. Hij besluit dat hij terug moet om aan alle anderen te vertellen dat het leven niet noodzakelijk stopt bij dertig en ze lang en gelukkig buiten de muren van de koepel kunnen leven.

## Rolverdeling
- Michael York - Logan
- Richard Jordan - Francis
- Jenny Agutter - Jessica
- Peter Ustinov - Oude Man
- Roscoe Lee Browne - Box
- Farrah Fawcett - Holly
- Michael Anderson Jr. - Doc
- Gary Morgan - Billy
- Michelle Stacy - Mary 2
- Greg Lewis - Cub

## Vertaling van Sandman
In de film worden de runners (vluchtelingen) achterhaald door de Sandmen. Dit zijn een soort politieagenten die gelijk als beul fungeren. Mensen ouder dan 30 die vluchten voor het Carouselevenement worden achterhaald en geëxecuteerd. Het Engelse woord 'Sandman' (letterlijk 'zandman') wordt meestal gebruikt voor een fictieve kabouter die in sprookjes kinderen in slaap brengt. Het enige bewijs van zijn aanwezigheid is het 'zand' in onze ooghoeken als we ontwaken. In Nederland kennen we deze figuur als Klaas Vaak die soms ook het 'zandmannetje' wordt genoemd. In Logan's Run brengen de Sandmen de vluchtelingen permanent in slaap. In het boek worden de Sandmen ook wel 'deep sleep operatives' (diepe slaap medewerkers) genoemd. Eigenlijk zou dus de Sandman in de film vertaald moeten worden als 'Klaas Vaak'.

## Voorgeschiedenis

### Overbevolking als thema
Het idee van een wereld waarbij de overheid de bevolking kunstmatig op peil houdt door middel van executies van personen die een bepaalde leeftijd bereiken, is niet nieuw. Rod Serling, de bedenker van de televisieserie The Twilight Zone, bedacht al eens de (nooit uitgezonden aflevering) "The Happy Place", waarin aardbewoners van boven de zestig worden geëxecuteerd. Het vraagstuk van overbevolking en de drastische oplossing daarvan is sowieso een bekend thema in sciencefiction. Boeken waarbij de overheid actief ingrijpt in de overbevolking, zoals Make Room! Make Room! van Harry Harrison (verfilmd als Soylent Green) en Stand on Zanzibar van John Brunner, verschenen in de jaren zestig toen het thema actueel begon te worden. In 1967 verscheen Logan's Run van William F. Nolan en George Clayton Johnson. De oplossing voor het vraagstuk van de overbevolking was in het boek radicaal: iedereen boven de 21 werd geëxecuteerd. De schrijvers wilden aantonen dat een bevolking zonder ouderen zijn continuïteit verliest. Het wegstoppen van bejaarden in bejaardentehuizen tastte volgens de auteurs die continuïteit al aan. Overtuigd van het succes van hun roman begonnen de schrijvers al vast te leuren met de filmrechten.
Dan Brown, voegt met zijn nieuwe boek Inferno nog een dimensie aan de overbevolkingsdiscussie toe, door het vrijlaten van een virus dat een deel van de bevolking onvruchtbaar maakt.

### De lange weg
Het lukte Nolan en Johnson om de rechten te verkopen voor de prijs die ze wilden, 100.000 dollar. Maar de uiteindelijk verfilming had nog een lange weg te gaan. De studio die het bedrag had neergelegd, M-G-M, vroeg George Pal bekend van SF films als The War of the Worlds (1953) en The Time Machine (1960) om de film te produceren. Na twee jaar had Pal nog altijd geen goed scenario en het project leek te verzanden. Pal verliet MGM en producent Saul David nam het project over. Hij gaf een optie op de rechten aan producent Irwin Allen. Allen was echter op dat moment bezig met grote projecten als de The Poseidon Adventure (1972) en The Towering Inferno (1974). Hij concentreerde zich op rampenfilms en het project Logan's Run verdween naar de achtergrond. Nadat de optie op de rechten was vervallen, besloot Saul David zelf het project op zich te nemen. Het succes van Soylent Green (1973) en Westworld (1973) had de weg vrijgemaakt voor meer 'volwassen' SF-films. Hij besprak het thema van het boek met de auteurs, en Nolan en Johnson vonden het goed dat de leeftijd van 21 werd opgerekt naar 30. Op die manier konden meer ervaren acteurs worden gecast. Ironisch genoeg waren uiteindelijk alle mannelijke hoofdspelers boven de dertig.

## Scenario
Scenarist David Zelag Goodman nam het idee over dat de inwoners op een bepaalde leeftijd worden omgebracht. Hij veranderde echter de motivatie hiervoor. De wereld van Logan in de film is een wereld van een grote catastrofe en de mensheid leeft in een gigantische koepelwereld. Iedereen denkt dat de wereld buiten de koepel een woestenij is, waar niets kan leven. Het boek wijkt hierin af, er is geen sprake van een verwoeste wereld. Om overbevolking te voorkomen is in 2116 (het jaar waarin het boek speelt) een maximumleeftijd van 21 jaar ingesteld (en niet 30 zoals in de film). Mensen melden zich vrijwillig voor een executie in een slaapwinkel (sleepshop). Goodman introduceerde in zijn scenario het idee van de carrousel waarbij dertigjarigen een kans krijgen op vernieuwing (renewal), dit komt in het boek niet voor. Wel handhaafde Goodman de vluchtelingen (runners) en de zandmannen (sandmen) en de Sanctuary. In het boek is Sanctuary echter buiten de aarde, op de ruimtekolonie Argos (bij de planeet Mars), terwijl in de film het een plek is binnen de koepel. De vriend van Logan, Francis, is in het boek een medevluchteling, die zich ontpopt tot Ballard, de legendarische verzetsleider. Ballard alias Francis helpt de runners (vluchtelingen) om te ontkomen aan de Sandmen. In het boek is hij al 42 dus 21 jaar boven de verboden leeftijd. In de film is Francis alleen een Sandman en de collega van Logan. In het boek vluchten Jessica en Logan naar Argos met een raket. Goodman veranderde dit in de film en laat Jessica en Logan de echte wereld terugvinden met een oude man. De Oude Man citeert regelmatig delen uit "Old Possum's Book of Practical Cats" van T.S. Eliot. (Andrew Lloyd Webber zette deze gedichten van Eliot later op muziek voor de musical Cats).

## Acteurs
Jon Voight en Lindsay Wagner werden gecast als Logan en Jessica en William Devane als Francis. Maar regisseur Alfred Hitchcock vroeg Devane om acteur Roy Thinnes te vervangen voor de opnamen van de film Family Plot. Devane werd vervangen door Richard Jordan. Voight en Wagner zagen ook van hun rollen af en werden vervangen door Michael York en Jenny Agutter. Het personage van de oude man zou eerst worden gespeeld door James Cagney, maar uiteindelijk ging de rol naar Peter Ustinov. Ustinov improviseerde het grootste deel van zijn tekst.

## Productie

### Opnamen
De opnamen begonnen in juni 1975 met een budget dat zou oplopen tot 9 miljoen dollar. Hiermee was de film een van de duurste SF-films tot dan toe. Ter vergelijking THX 1138 werd in 1971 gemaakt voor 770.000 dollar en Silent Running in 1972 voor 1 miljoen dollar. Afgezien van de Carouselscène (zie hieronder) verliepen de opnamen zonder veel problemen. Voor de scène in de ijsgrot met de bevroren runners werd gefilmd in het midden van de zomer in Los Angeles. Figuranten werden wit gespoten en moesten bij het filmen een aantal minuten bewegingloos blijven staan. Acteur Roscoe Lee Browne die de robot Box speelde had moeite met zijn robotkostuum. Als hij viel kon hij niet zelfstandig omhoog komen. Regisseur Michael Anderson en producent Saul David zorgden op de eerste dag van de opnamen voor consternatie door het kostuum van Logan in de Love Shop scène af te keuren. Het moest allemaal meer losjes. Kostuumontwerper Bill Thomas slaagde erin om binnen twee uur een zwart huisjasje te maken. Eind september 1975 werden de opnamen beëindigd.

### De Carousselscène
Voor de Carouselscène was voorzien dat een aantal inwoners van de stad zou vliegen. Om dit te bereiken werd een gecompliceerde en gevaarlijke stunt bedacht, waarbij de stuntmensen aan draden hingen. Er werd een cirkelvormige installatie geconstrueerd boven de set. De installatie was ontworpen om synchroon te draaien met een ronddraaiende vloerplaat. Alle stuntmensen hingen aan dunne kabels, elk verbonden aan de installatie via één windas die zorgde voor de aandrijving. Tijdens de repetitie raakten de draden van de stuntmensen met elkaar verward. Dit zorgde voor grote problemen, omdat iedereen eerst moest worden ontward en vervolgens met de onderhoudslift naar beneden worden gebracht. Het was duidelijk dat de installatie niet deugde en opnieuw moest worden ontworpen. Nu kreeg iedere stuntman zijn eigen windas die voorzien was van een paniekknop om in geval van nood de stroom van de installatie te halen. Voor sommige opnamen werd het witte kristal waar de inwoners naartoe 'vliegen' nagebouwd op de vloer van de set. Vervolgens werden de stuntmensen er van bovenaf naartoe getakeld. De camera werd omgedraaid waardoor het leek of iedereen omhoog vloog.

### Gesneuvelde scènes
Oorspronkelijk duurde de "Love Shop"-scène, waarin Logan een meisje uitkiest voor seks, veel langer, maar MGM was bang dat de scène zou zorgen dat de film een hogere leeftijdsrating zou krijgen en liet er tijdens de montage in snijden. Dit was ook de reden dat een scène met een ijssculptuur van een naakte Logan en Jessica het niet haalde. Ook in de scène waarbij mensen de "Hallucimill"-winkel bezoeken werd flink gesneden vanwege vermeende propaganda van drugsmisbruik. Een andere scène werd weggelaten vanwege het controversiële karakter. In de scène waar Logan door de Oude Man wordt rondgeluid in Washington D.C. komen ze langs een portret van Richard Nixon. De Oude Man zegt dan: 'ze noemden hem 'tricky' (listige)..nog wat'. Tricky Dicky was de bijnaam van Richard Nixon in de jaren zeventig van de vorige eeuw. De studio kon er echter niet om lachen en de scène sneuvelde in de montage.

### Locaties
Het vinden van locaties bleek minder moeilijk dan gedacht. Veel bestaande gebouwen bleken ideaal voor de opnamen. Al in de preproductie bezocht George Pal de hoofdstad van Brazilië Brasilia, een stad die recentelijk compleet was neergezet en feitelijk geen geschiedenis had. Het was het model voor de stad van Logan's Run, alles beton, glas, staal met grote pleinen, een stad van de toekomst. Toen jaren later aan de opnamen werd begonnen besloot men Dallas en Fort Worth als decor te nemen. Ook hier was hyper moderne architectuur te vinden. Opnamen in Dallas spaarden zo'n 3 miljoen dollar aan decors uit. Men name de hoofdkantoren van een aantal grote bedrijven vormden de decors van de stad in de film. Dale Hennesy en L.B. Abbott, verantwoordelijk voor de decors en speciale effecten, zorgden ervoor dat de gebouwen via bepaalde effecten werden vergroot of er net even anders uitzagen. Opnames werden gemaakt in Hulen Mall, Fort Worth, Burton Park Building, Dallas, Dallas Market Center, First National Bank Building, Dallas, Health Center, Arlington, Hyatt Regency Hotel, Houston, Malibu Creek State Park, Calabasas, Oz Club, Dallas, Sewage Disposal Plant, El Segundo, Water Gardens, Fort Worth, Zale Jewelry Headquarters, Irving. Studio-opnamen werden gemaakt in de Metro-Goldwyn-Mayer Studios in Culver City. 
De binnenopnames van de grote hal van de stad werden gefilmd in de Apparel Mart in Dallas.

### Decors en lasergeweren
Er werden ook modellen op schaal gemaakt, zoals het model van de stad. Veel van de gebouwen in de voorgrond zijn 90 tot 120 cm hoog. De gebouwen werden in verschillende hoogtes en schalen gebouwd, gebaseerd op de afstand tot de camera om een grotere diepte te creëren (geforceerd perspectief). Er werd twee 'maze-cars' op ware grootte gebouwd, aangedreven door motoren van elektrisch aangedreven golfkarretjes. De 'lasergeweren' van de Sandmen werden aangedreven door kleine butaangasvullingen. Maar het lukte niet om de 'geweren' betrouwbaar te maken, regelmatig gebeurde er niets als de acteurs de trekker overhaalden.

## Vervolgen

### Tv-serie
In 1977 kwam een tv-serie van CBS uit onder de titel Logan's Run, met Gregory Harrison als Logan en Heather Menzies als Jessica. De pilot volgde de film, maar had een ander einde. Als Logan aan het systeem begint te twijfelen probeert hij samen met Jessica te ontsnappen naar Sanctuary. Ze worden geholpen door de androïde REM die de weg lijkt te weten. Andere Sandmen onder leiding van Francis proberen vervolgens het drietal te doden. In de volgende afleveringen van de serie worden Logan, Jessica en Rem gevolgd in de buitenwereld die door een ramp is verwoest.  Veel decors, kostuums, lasergeweren werden overgenomen uit de film. Ook werden in de pilot en de eerste twee afleveringen beelden van de stad uit de film gebruikt. De serie was geen groot succes en na veertien afleveringen ging in 1978 de stekker eruit.

### Nieuwe versie
Sinds 1994 staat een nieuwe versie van de film op het programma. Warner Brothers ontwikkelde plannen voor een nieuw versie en in 2000 kondigde producent Joel Silver aan dat regisseur Skip Woods het scenario zou schrijven en regisseren. Woods wilde voor het scenario dicht bij de roman blijven en onder andere de leeftijd van 21 voor de executie herstellen. Het project bleef echter hangen en in maart 2004 werd regisseur Bryan Singer, bekend van de X-menfilms, gevraagd voor de regie. Scenaristen Ethan Gross en Paul Todisco werden ingehuurd voor het scenario. Zij werden echter later vervangen door Dan Harris die samen met Singer een eerste scenarioversie afleverde. In februari 2005 werd aan scenarist Christopher McQuarrie gevraagd het scenario van Harris en Singer te herschrijven. In mei 2006 kondigde Bryan Singer aan dat hij afzag van het project. In april 2007 herhaalde producent Joel Silver dat hij de nieuwe versie ging maken en in augustus van dat jaar werden Joseph Kosinski en Timothy J. Sexton als respectievelijk regisseur en scenarist aangetrokken. Maar het project kwam weer niet van de grond. Pas in mei 2010 kwam er weer schot in de zaak nadat regisseur Carl Erik Rinsch werd aangetrokken, samen met Alex Garland voor het scenario. Verschillen van mening over het project zorgden ervoor dat Rinsch zich terugtrok. In augustus 2011 werd de Deen Nicolas Winding Refn als opvolger van Rinsch aangetrokken met acteur Ryan Gosling als Logan. Als nieuwe datum voor de première werd aanvankelijk 2012 genoemd, maar vermoedelijk zal de datum weer worden doorgeschoven. Het is nog niet bekend wanneer de nieuwe versie uitkomt.

## Prijzen en nominaties

### Academy Awards(1976)
- Achievement Award visuele effecten

Genomineerd voor:
- Beste camerawerk
- Beste decors

### Saturn Awards(1976)
- Beste sciencefictionfilm
- Beste camerawerk
- Beste artdirection
- Beste kostuums
- Beste decors
- Beste grime

### Nebula Awards(1976)
- Nominatie voor beste scenario

## Samples
Logan's Run werd later door diverse muzikanten gesampled in hun muziek. Omder andere Richie Hawtin, Mf doom en Resistance D. maken gebruik van deze samples.